# 大山新田

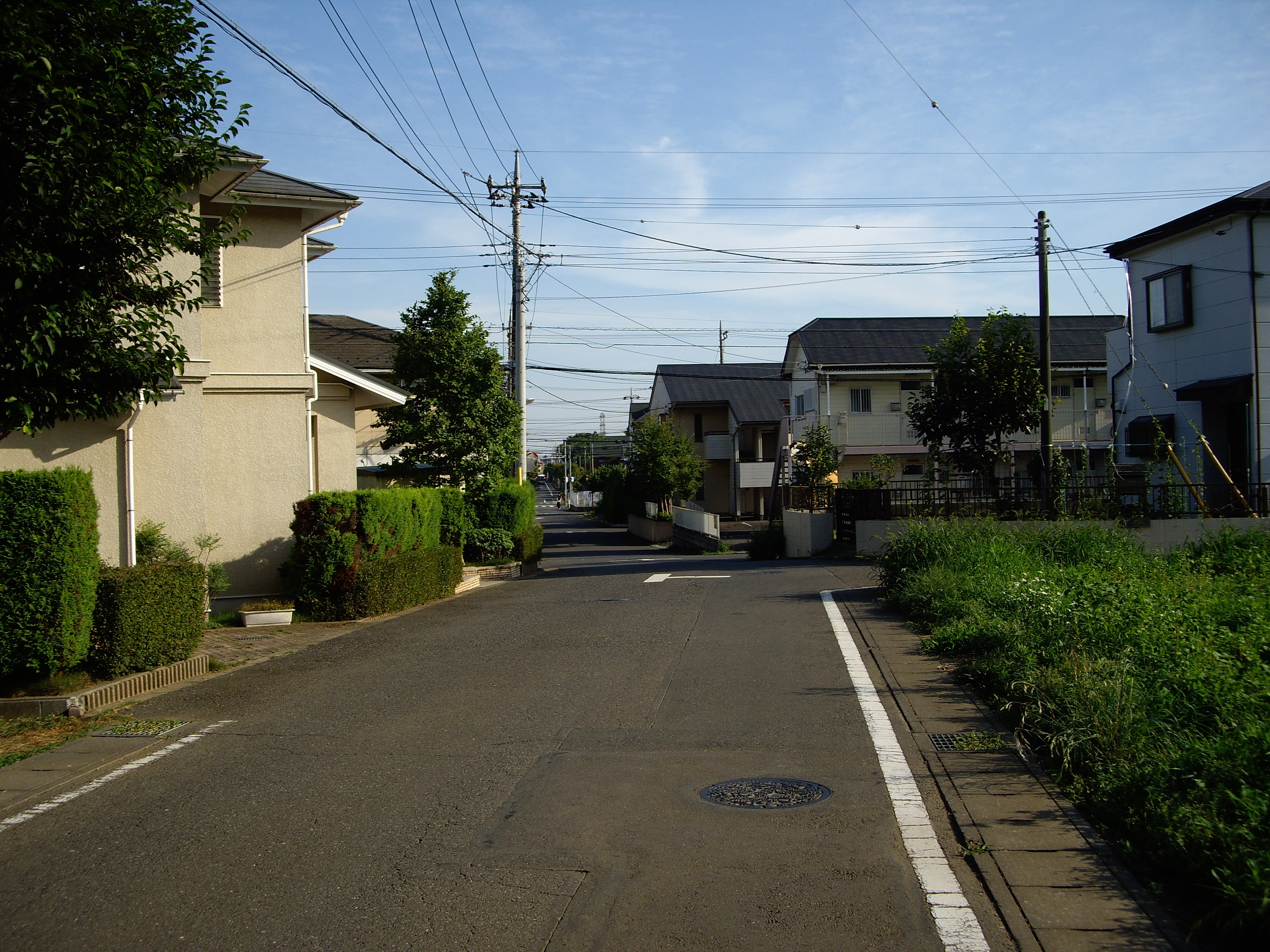
大山新田、松前台境

大山新田（おおやましんでん/Ooyamashinden）は、茨城県守谷市の地名。旧北相馬郡大山新田、大木字香取谷。郵便番号は302-0103。

## 地理
守谷市北部に位置する。鬼怒川に面した地域で、地域内は主に森林や畑となっているほか、古くからの家々が軒を連ねる。
東はつくばみらい市小絹・絹の台、南は松前台、西は板戸井、北は常総市内守谷町と接している。
また、常総市内守谷町きぬの里が近接している。

### 河川
- 鬼怒川 - 地域の北部を流れる一級河川。かつて鬼怒川は当地を通っていなかったが、利根川東遷事業の一環で掘削された。

## 歴史
江戸初期には相馬郡大木村の一部であったと考えられる。幕末には徳川三卿である田安領で、｢旧高旧領取調帳｣によると104石4斗5升であった。寛永年間（1724年～1744年）の鬼怒川新河道掘割の際に使用不能になった金具等の捨て場があったと伝えられ、当地と思われる場所は｢かなくそ山｣という3aの山林となっている。また、当地にある香取神社は天正年間（1573年～1592年）に相馬氏によって創建されたと伝えられる。
幕末より下総野鎮撫府、下総知事県の管轄となり、1869年（明治2年）には葛飾県、1871年（明治4年）には印旛県の管轄となり、1873年（明治6年）の大区小区制では第十四大区六小区となったが、これは本来は仮定であり、実地不便の向きもあるということを理由に第五大区七小区へと再編されている。また、同年千葉県となる。1875年（明治8年）には千葉県から茨城県に移管され、第九大区二小区となる。1878年（明治11年）の郡区町村制では大区小区の区分けが廃止。同時に相馬郡が利根川を境に南相馬郡と北相馬郡に分離し、北相馬郡大山新田となる。1889年（明治22年）3月1日には同じ北相馬郡の板戸井村、大木村、立沢村と合併し、大山新田は大井沢村の大字となり、1955年（昭和30年）3月1日には同じく北相馬郡守谷町、大野村、高野村と合併し、守谷町の大字となる。1976年（昭和51年）5月より、地域の南部・東部を日本住宅公団（現:都市再生機構）が｢常総ニュータウン北守谷｣（開発中の名称は｢公団北守谷団地｣などで、開発後期より街開き後しばらくまでは｢常総ニュータウン守谷｣と呼ばれていた）として開発し、1985年（昭和60年）5月には松前台一～七丁目、久保ケ丘四丁目として分離した。2002年（平成14年）2月2日の守谷市の市制施行により、守谷市の大字となると同時に大木の飛び地であった字香取谷を編入し、現在に至る。

### 地名の由来
「大山」となった由来は、一面に杉の巨木が生い茂り、さながら大山の観をなしていたからという説、領主大山文学の功績を称えて大山とした説があるが定かではない。また、江戸三大大火と言われる明和の大火の時に、幕府は江戸復興のため関東一円の大名に命じて建築資材として木材の供出を促した。この時、相馬郡大山村を領地としていた田安中納言家も幕府の要請に応じ、大山村の山林をすべて伐採して江戸に運び、その跡地に新田を開拓したので、それ以来大山村を大山新田に改称したと言われている。

### 沿革
- 1777年（安永6年） 相馬郡大山村を相馬郡大山新田に改称したと考えられる[8]。
- 1868年（慶応4年）
  - 6月26日 - 9月3日（旧暦5月7日 - 7月17日） 下総野鎮撫府の管轄となる。
  - 9月23日（旧暦8月8日） 府藩県三治制により、下総知事県の管轄となる。
- 1869年（明治2年）2月23日（旧暦1月13日） 下総知事県に代わり、本格的な行政組織として葛飾県を設置、葛飾県相馬郡大山新田となる。
- 1871年（明治4年）12月25日（旧暦11月14日） 廃藩置県後の県の統合により、葛飾県が生実県、古河県、佐倉県、関宿県、曾我野県、結城県と合併し、印旛県を設置。印旛県相馬郡大山新田となる。
- 1873年（明治6年）
  - 5月 大区小区制により、第十四大区六小区となる。また、すぐに再編成で第五大区七小区となる。
  - 6月15日 印旛県が木更津県と合併し、千葉県を設置。千葉県に属する。
- 1875年（明治8年）5月7日 境界変更により千葉県から茨城県に移管。第九大区二小区となる。
- 1878年（明治11年）7月22日 郡区町村制施行。同時に相馬郡が、利根川を境に南相馬郡と北相馬郡に分離し、北相馬郡大山新田となる。
- 1889年（明治22年）4月1日 北相馬郡板戸井村、大木村、立沢村と合併し、北相馬郡大井沢村大字大山新田となる。
- 1955年（昭和30年）3月1日 守谷町と合併し、北相馬郡守谷町大字大山新田となる。
- 1985年（昭和60年）5月 常総ニュータウン北守谷地区を松前台一 - 七丁目、久保ケ丘四丁目の各一部として分離。
- 2002年（平成14年）2月2日 市制施行により、守谷市大山新田となる。また、同時に大木の一部を編入。

### 地名の変遷
| 実施後   | 実施年月日   | 実施前                 |
| -------- | ------------ | ---------------------- |
| 大山新田 | 2002年2月2日 | 大山新田、大木字香取谷 |

## 世帯数と人口
2025年（令和7年）5月1日現在の世帯数と人口は以下の通りである。
| 大字     | 世帯数 | 人口  |
| -------- | ------ | ----- |
| 大山新田 | 54世帯 | 244人 |

## 交通
地域内にはバス路線はないが、隣接する松前台を守谷駅、新守谷駅までの路線バスが通過している。

## 小・中学校の学区
市立小・中学校に通う場合、学区は以下の通りとなる。
| 番地 | 小学校       | 中学校         |
| ---- | ------------ | -------------- |
| 全域 | 松前台小学校 | 御所ケ丘中学校 |

## 施設
- 香取神社